# Église Saint-Thomas de Montmagny
L'église Saint-Thomas de Montmagny est une église située dans le Val-d'Oise, en région Île-de-France.

## Histoire
Cette église est édifiée en 1737 sur les fondations d’une église médiévale primitive. Elle est restaurée en 1884. Elle a été représentée par le peintre Maurice Utrillo.